# Flindersia collina
Flindersia collina är en vinruteväxtart som först beskrevs av Frederick Manson Bailey, och fick sitt nu gällande namn av Frederick Manson Bailey. Flindersia collina ingår i släktet Flindersia och familjen vinruteväxter. Inga underarter finns listade i Catalogue of Life.